# William Sorelle
William Sorelle (25 de novembro de 1877 - 30 de maio de 1944) foi um ator de cinema e teatro nascido no Canadá e radicado ao cinema estadunidense da era muda, que atuou em 29 filmes entre 1907 e 1923, muitos deles pelo Edison Studios.

## Biografia
William J. Sorelle iniciou sua carreira no teatro, e atuou em peças da Broadway como If I Were King, em 1901; Julius Caesar, em 1902; Old Heidelberg, em 1903.
A carreira cinematográfica foi iniciada em 1907, e seu primeiro filme foi o curta-metragem de 14 minutos The Trainer's Daughter; or, A Race for Love, em 1907, para o Edison Studios. Ainda para o estúdio de Edison, atuou em filmes como Faust (1909), em que interpretou Mefistófeles, e The Prince and the Pauper, em 1909, em que atuou ao lado do próprio autor, Mark Twain, que atuou sob o nome de Samuel Clemens. Pela Independent Moving Pictures Company atuou em Dr. Jekyll and Mr. Hyde, em 1913, ao lado de King Baggot. Atuou no seriado A Daughter of Uncle Sam (1918), pela Jaxon Film Corporation, e seu último filme foi The Go-Getter, lançado em 8 de abril de 1923.

## Filmografia parcial
- The Trainer's Daughter; or, A Race for Love (1907)
- Faust (1909)
- The Prince and the Pauper (1909)
- The Miniature (1910)
- Ranson's Folly (1910)
- When Masons Meet (1911)
- The Power of Thought (1912)
- A Prophet Without Honor (1912)
- The Hand of Mystery (1912)
- From the Wilds (1912)
- The Call of the Desert (1912)
- A Heart Reclaimed (1912)
- Conscience (1913)
- Bob's Baby (1913)
- Dr. Jekyll and Mr. Hyde (1913)
- A Continental Girl (1915)
- The Prince and the Pauper (1915)
- Common Sense Brackett (1916)[3]
- The Fortunes of Fifi (1917)
- A Daughter of Uncle Sam (1918)
- Private Peat (1918)[4]
- The Hand Invisible (1919)
- The Go-Getter (1923)